# Glen Coe

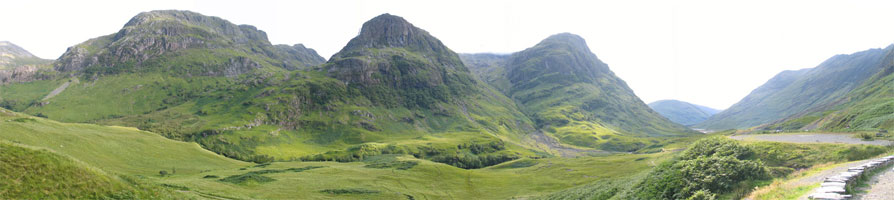
Il Glen Coe.

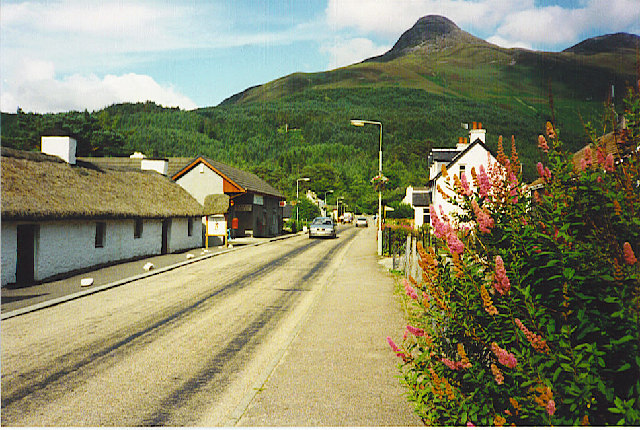
La cittadina di Glencoe.

Glen Coe (in gaelico scozzese Gleann Comhann), o Glencoe, è un glen di origine vulcanica, una zona collinare delle Highlands scozzesi, caratterizzata da strette valli e foreste.

## Geografia
Il glen ha una forma a U, formato da un ghiacciaio dell'era glaciale, è lungo circa 12,5 km e il fondo della gola è largo meno di 700 metri, restringendosi bruscamente al Passo di Glen Coe.
L'ingresso alla valle da est si trova ai piedi di Buachaille Etive Beag, appena a ovest di Lochan na Fola, da dove le acque scorrono verso ovest fino al Loch Leven attraverso il fiume Coe.
Il lato sud della valle è demarcato da una successione di cime: Buachaille Etive Beag all'estremità orientale, seguita dalle Tre Sorelle, e il massiccio di Bidean nam Bian. Al contrario, il lato nord della gola è costituito da un'aspra parete montagnosa, la cresta dell'Aonach Eagach. L'estremità occidentale termina con il Pap of Glencoe (Sgùrr na Cìche), sopra il villaggio di Glencoe, nel punto in cui la valle si apre al Loch Leven.
Oltre a qualche fattoria, l'unico insediamento del Glen Coe è il paese di Glencoe, che si trova all'estremità occidentale della valle, dove il fiume si immette nel Loch Leven. A circa 2 km a ovest, sulla sponda meridionale del loch, si trova il paese di Ballachulish.

## Flora e fauna
La flora del Glen Coe comprende boschi di betulle, brughiere e torbiere. Le parti più alte della valle sono ottimi habitat per le piante alpine e subalpine, grazie alla geologia sottostante e all'altitudine.
Le cime del glen ospitano lo zigolo delle nevi e la pernice bianca, e l'area ospita anche la poiana e l'aquila reale.

## Storia
Immersa in una natura selvaggia e scarsamente abitata (nonostante la presenza di diversi cottage), è stata teatro del massacro di Glencoe.
Per la sua importanza nella storia locale e del Regno Unito, è stata utilizzata come location per alcune scene dei film Bravehart, Harry Potter e i Doni della Morte - Parte 1 e di Skyfall.